# Coup de glotte (lettre)
Ne doit pas être confondu avec la consonne (son) coup de glotte.
Cette page contient des caractères spéciaux ou non latins. S’ils s’affichent mal (▯, ?, etc.), consultez la page d’aide Unicode.
Le coup de glotte est une lettre additionnelle de l'alphabet latin qui est utilisée pour transcrire le son du même nom dans plusieurs orthographes de langues où celui-ci est phonémique. Il peut avoir plusieurs graphies différentes, l’une sans majuscule ou unicaméral ‹ ʔ ›, et une autre bicamérale avec majuscule et minuscule ‹ Ɂ › (minuscule : ‹ ɂ ›). 
D’autres lettres sont utilisées à sa place pour représenter le son du coup de glotte dans plusieurs orthographes : le saltillo au Mexique ou au Nigeria, le okina en Polynésie ou l’apostrophe en Amérique et en Afrique ; ou encore le demi-anneau (ou apostrophe) dans la translittération de l’arabe.

## Utilisation
Dans l’orthographe de quelques langues africaines, le coup de glotte unicaméral est utilisé avec le saltillo capital comme majuscule. Dans l’Alphabet scientifique des langues du Gabon, la majuscule ‹ Ɂ › est utilisée avec la minuscule ‹ ʔ ›.
La lettre coup de glotte a été utilisée en ghomala dans plusieurs manuels scolaires publié dans les années 1970,.
Au Canada, la lettre coup de glotte est utilisée dans l’écriture de certaines langues amérindiennes. En mars 2015, le certificat de naissance d’une fille n’a pas pu être produit avec l’orthographe chipewyan « Sahaiʔa » (ou « Sahą́į́ʔą » avec les signes diacritiques) par l’État civil des Territoires du Nord-Ouest pour des raisons techniques malgré la loi 5 permettant l’usage de noms dene, inuit ou cree.

## Linguistique

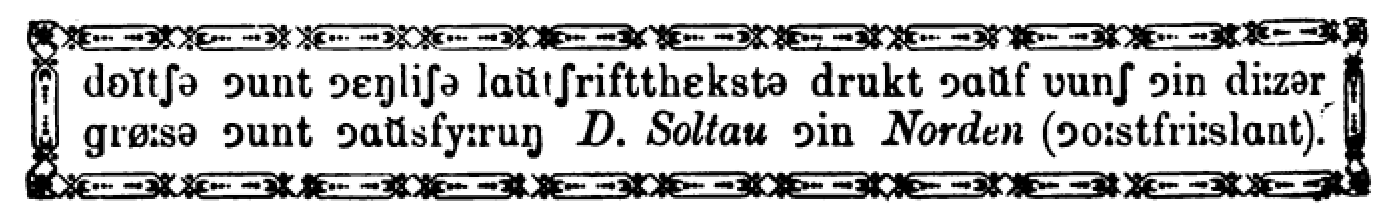
Publicité avec une forme de coup de glotte, parue dans le Maître phonétique de juillet-aout 1897.

La lettre coup de glotte est utilisée comme symbole pour transcrire le coup de glotte dans l’alphabet phonétique international, et dans plusieurs orthographes.
Selon Geoffrey K. Pullum et William A. Ladusaw, la lettre coup de glotte a souvent la forme d’un point d’interrogation sans le point, et sa forme provient sans doute de l’esprit doux, c’est-à-dire de la forme de l’apostrophe.
En 1886, Moritz Trautmann utilise le symbole ʔ pour représenter une consonne glottale occlusive, comme avant la voyelle initiale en allemand, le hamzah arabe ou même, selon les descriptions de l’époque, l’esprit doux grec.
Le symbole coup de glotte est adopté dans l’alphabet phonétique international en 1893, remplaçant l’apostrophe utilisée auparavant,, il figure déjà dans le tableau des consonnes sur la couverture du Maître phonétique de février 1893.
Il est emprunté à l’alphabet phonétique de Moritz Trautmann.

## Utilisations
| Images | Majuscule | Minuscule | Description |
| ------ | --------- | --------- | --- |
|        | Ɂ         | ɂ         | Le coup de glotte bicaméral avec une majuscule et une petite minuscule est utilisé en chipewyan (Territoires du Nord-Ouest), esclave et tlicho, ou encore au Cameroun par exemple en nkwen. |
|        | Ɂ         | ʔ         | Le coup de glotte bicaméral avec une majuscule et une grande minuscule est utilisé dans l’Alphabet scientifique des langues du Gabon.                                                       |
|        | ʔ         | ʔ         | Le coupe de glotte unicaméral ‹ ʔ › est utilisé en abidji ou en chipewyan (Saskatchewan).                                                                                                   |
|        | Ꞌ         | ʔ         | Le coup de glotte bicaméral avec le saltillo pour la majuscule et le coup de glotte unicaméral pour la minuscule.                                                                           |
|        | ʼ         | ʔ         | Le coup de glotte bicaméral avec l’apostrophe pour la majuscule et le coup de glotte unicaméral pour la minuscule est utilisé en hassanya au Sénégal.                                       |
|        | ˀ         | ˀ         | La lettre modificative coup de glotte est utilisée en cayuga, en oneida et en wyandot. |

## Représentation informatique
Cette lettre possède les représentations Unicode suivantes :
| lettres      | représentations | chaînes de caractères | points de code | descriptions                           | note                                                                   |
| ------------ | --------------- | --------------------- | -------------- | -------------------------------------- | ---------------------------------------------------------------------- |
| unicamérale  | ʔ               | ʔ                     | U+0294         | lettre latine coup de glotte           | codé pour la lettre unicamérale, aussi parfois utilisé comme minuscule |
| majuscule    | Ɂ               | Ɂ                     | U+0241         | lettre majuscule latine coup de glotte |                                                                        |
| minuscule    | ɂ               | ɂ                     | U+0242         | lettre minuscule latine coup de glotte |                                                                        |
| modificative | ˀ               | ˀ                     | U+02C0         | lettre modificative coup de glotte     |                                                                        |